# Grupo Nutresa

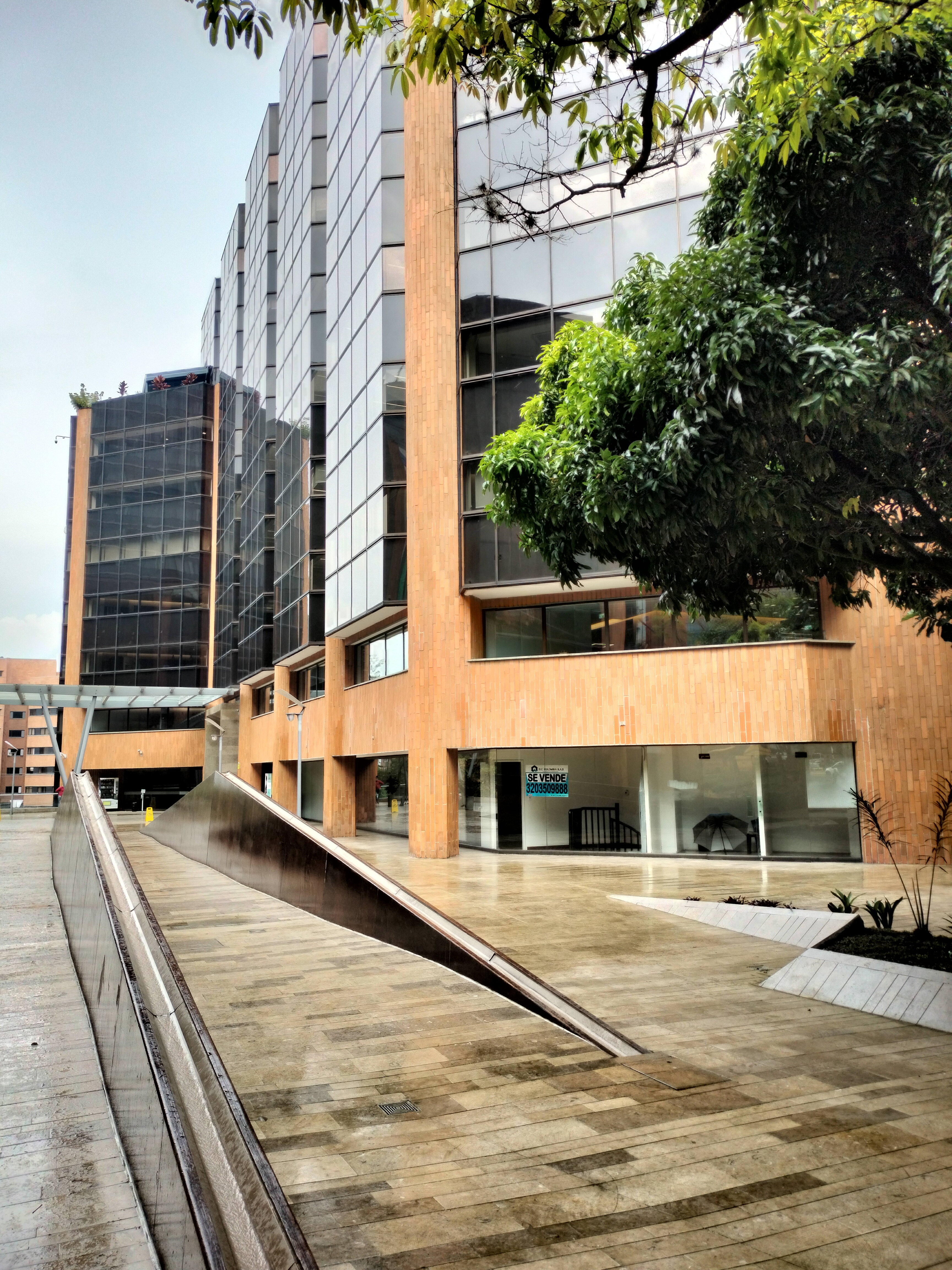
Edificio Santillana en el sector de El Poblado en Medellín, lugar donde se encuentra las oficinas centrales y la alta dirección de Grupo Nutresa.

Grupo Nutresa, anteriormente Grupo Nacional de Chocolates S.A., es un conglomerado colombiano de procesamiento de alimentos con sede en Medellín, Colombia. La principal actividad del grupo es operar la industria alimenticia con enfoque en producir, distribuir y vender embutidos, galletas, chocolates, café, helados y pastas. La compañía comercializa sus productos en aproximadamente 70 marcas diferentes. Otras actividades incluyen la inversión o la aplicación de recursos o dinero en efectivo en cualquier forma autorizada por la ley y la exploración de la industria metalmecánica y del embalaje. Además de ser el mayor grupo alimenticio de América Latina.

## Historia

### Historia de las compañías precursoras
En 1916, nace La Fábrica de Galletas y Confites, una empresa que fabricaba galletas (pastas y galletas) y confitería, se estableció en Medellín. En 1925, la empresa cambió su nombre a Fábrica de Galletas Noel S.A. y nuevamente en 1999 la Compañía de Galletas Noel S.A. En 1920, se fundó una empresa procesadora de chocolates bajo el nombre de Compañía Nacional de Chocolates Cruz Roja, que más tarde cambió su nombre a Compañía Nacional de Chocolates, S.A. En 1933, esta compañía de chocolates compró una participación en la empresa de galletas y allanó el camino para la formación del conglomerado. De 1933 a 1958, el grupo continuó consolidando su red de distribución, lo que resultó en una mayor presencia nacional e imagen corporativa. En 1933, la marca "Sello Rojo" se creó cuando la empresa ingresó en el negocio del café. En 1950, con el boom de la industria del café, se creó la Compañía Colombiana de Café S.A. Colcafé, que pronto se convirtió en una importante empresa exportadora colombiana. La primera exportación de cualquier compañía del grupo de café fue en 1961 en Japón.
En 1962, Noel adquiere Productos Zenú, compañía encargada en la producción de embutidos, por un precio en su momento de COP $3.400.000 pesos. Para el año 1965 la fusión logró doblar las ventas situándolas en ese año en COP $10 millones de pesos.
En 1993, se estableció la empresa de confitería, Compañía Dulces de Colombia S.A. En 1995, las empresas comerciales de la Organización se establecieron en el extranjero formando lo que hoy se le conoce como la red Cordialsa, primero en Ecuador y segundo en Venezuela. La compañía también realizó su primera inversión en el exterior y amplió su negocio de procesamiento de carne con Industrias Alimenticias Hermo de Venezuela S.A. En 1999, la Organización separó a dos de sus compañías, Noel y Zenú.

### Fusión y creación de Inversiones Nacional de Chocolates
En 2003, La Compañía Nacional de Chocolates Y La Compañía de Galletas Noel se fusionan para formar una nueva empresa llamada Inversiones Nacional de Chocolates S.A., con importantes intereses en los negocios del chocolate y el café, así como la empresa de inversión en alimentos de la Organización, Inveralimenticias (que tiene participaciones en el negocio de la carne, las galletas y la confitería). En 2004, la organización comenzó a expandirse a América Central y el Caribe a través de la compra de las plantas de galletas y chocolates de Nestlé en Costa Rica. En 2006, la INCH cambió su nombre a Grupo Nacional de Chocolates S.A. 
El 1 de febrero de 2007, Grupo Nacional de Chocolates compró la compañía peruana Good Foods S.A. y la marca Winter´s por US $ 36 millones a través de su filial peruana Compañía Nacional de Chocolates de Perú S.A.
También, en el 2006, adquiere Galletas Pozuelo, con casa matriz en Costa Rica, empresa líder en el mercado de galletas y confites en Centroamérica, por un valor de US$ 119 millones a la empresa multinacional española Ebro Puleva. Grupo Nacional de Chocolates amplió de esta forma su mercado a 16 países más donde tenía presencia hasta el momento Galletas Pozuelo, convirtiéndose en un fuerte competidor de Nestlé y Mondelez en Centroamérica y el Caribe.
Para el año 2008 las adquisiciones internaciones se concentraron en el mercado cárnico con la compra de Ernesto Berard S.A. en Panamá, sumándose a la ya adquirida Blue Ribbon Products, las cuales se fusionarían para el año 2011 y dando lugar a Alicapsa-Alimentos Cárnicos Panamá.

### Cambio de nombre a Grupo Nutresa
En el año 2009, el Grupo Nacional de Chocolates obtiene la compañía de alimentos mexicana, Nutresa S.A. de C.V., dedicada a la producción y comercialización de golosinas de chocolate. Dicha compañía, con una planta de producción en la Zona metropolitana del valle de México se convirtió, posteriormente, en la filial de la Compañía Nacional de Chocolates en ese país, y su nombre serviría para que en el año 2011, se resolviera los motivos de expansión, para que este fuera el nombre del conglomerado, pasándose a llamar finalmente: Grupo Nutresa.
En 2013, Nutresa, compra el 100% de los activos de TMLUC por un importe de 758 millones de dólares, y le permite al grupo introducirse al mercado chileno y mexicano, al mismo tiempo para incorporar al sector de bebidas instantáneas y aumentar su portafolio de pastas secas.
Para el 2014, el Grupo Nutresa firmó una alianza con Mitsubishi Motors con la que le consolidó la creación de Oriental Coffee Alliance, con sede principal en Kuala Lumpur, Malasia, una apuesta del conglomerado por el rápido crecimiento del mercado de café soluble en Asia.
Para el año 2020, el Grupo Nutresa cumplió sus primeros 100 años siendo la compañía de alimentos más importante de Colombia y una de las más importantes de Latinoamérica con presencia directa en 17 países, 47 plantas de producción en el mundo y participaciones de más del 50% en los mercados de los países en donde tiene presencia. Además, es de las pocas compañías en todo el planeta en ser incluida por 10 años consecutivos como la empresa de alimentos más sostenible del mundo, de acuerdo a los Índices Dow Jones de sostenibilidad.
También en 2020, anunció su incursión con sus productos en Sudáfrica y la construcción de su planta de producción número 48, en la ciudad de Santa Marta, Colombia.

## Marcas de Grupo Nutresa

### Colombia
Este país, además de tener la sede principal, es el mayor aporte a los números de ventas del conglomerado con cifras que ascienden a los $ 4.9 billones de pesos colombianos. La mayor categoría que entrega las ganancias es la de cárnicos y embutidos con datos cercanos a los 2 billones de pesos colombianos, al frente con la Industria de Alimentos Zenú y sus marcas estrella: Zenú y Ranchera.
Sin embargo, las cifras de los negocios de Grupo Nutresa en galletas y chocolates, obtienen cifras muy cercanas a las logradas por cárnicos y embutidos. A través de la Compañía de Galletas Noel y la Compañía Nacional de Chocolates, con marcas como Saltín Noel y la chocolatina JET. 
En otros de los negocios para este país sobresalen las marcas: Café Sello Rojo, Colcafé, Pastas Doria, Placer Monticello, Evok y CremHelado. 

### Perú
En Perú, Grupo Nutresa tiene amplia presencia a través de los productos de la Compañía Nacional de Chocolates de Perú, tales como Winter's, Chin Chin y Pícaras. También comercializa otros productos de su portafolio de negocios como café y bebidas.

### Costa Rica
Las marcas más reconocidas por parte de Grupo Nutresa en este país, son las que incluyen galletas y confites a través de la Compañía de Galletas Pozuelo y la Compañía Nacional de Chocolates de Costa Rica. Tutto una marca de chocolates. Por parte de Pozuelo, se destacan las galletas Chiky y María.

### Panamá
En este país Grupo Nutresa es fuerte con su negocio de cárnicos y embutidos. Las dos compañías de cárnicos fueron fusionadas lo que dio paso a la creación de Alimentos Cárnicos Panamá con marcas de amplio reconocimiento como Berard y Blue Ribbon. Otras marcas de chocolates y galletas compiten en este país.

### Estados Unidos
Para el caso de los Estados Unidos, Grupo Nutresa posee una presencia más consolidada con sus negocios de galletas y chocolates a través de las compañías Kibo Foods y Cordillera Chocolate Sostenible. En este país Grupo Nutresa también posee una procesadora de café bajo la marca Cameron's Coffee la cual distribuye café molido bajo tueste estilo colombiano, francés e italiano Además, en Texas se destacan las marcas Lil Dutch Maid y Trublu, fabricadas por su filial, AbiMar Foods.

### México
Marcas como Muibon, Nucita y Cremino son muy populares en este país. La presencia en este país se da a través de Tresmontes Lucchetti con el mercado de bebidas y la Compañía Nacional de Chocolates México, antes Nutresa México, con marcas de chocolates y golosinas.

### Chile
En propiedad Grupo Nutresa tiene presencia en este país a través de Tresmontes Lucchetti con los mercados de papas, café, pasta y bebidas, que representó en 2018, el 11% de las ventas totales del grupo para ese año.

### Ecuador
En este país, es muy popular la marca de café, Colcafé, ocupando los primeros lugares en el top of mind de la revista Ekos en este país.

### Brasil
En este país la incursión de Grupo Nutresa no es tan relevante. Solo su negocio de galletas compite con su marca Biscoitos Dux, contra grandes rivales como Bauducco, Marilan y Aymoré.

## Composición accionaria
Según el reporte del gobierno corporativo de 2023 la participación se divide de la siguiente manera: